# Ardersier
Ardersier, (Gaelico scozzese: Àird nan Saor) è un piccolo villaggio dell'area amministrativa dell'Highland, nel Moray Firth, ad est di Inverness.
Una volta villaggio di piccoli pescatori, attualmente Ardersier è diventato un sito turistico molto popolare per la bellezza del suo paesaggio e per l'amenità del suo territorio.
In passato era un villaggio di pescatori vicino alla base militare di Fort George, poco distante dalla cittadina di Nairn. Il suo nome è un'anglicizzazione del gaelico "Àird nan Saor", tradotto "Promontorio dei carpentieri", che si origina dalla leggenda locale che i carpentieri impiegati per la costruzione di edifici ecclesiastici dall'altra parte del Moray Firth venivano alloggiati qui.
Prima della costruzione di Fort George, esisteva in zona un piccolo borgo di pescatori chiamato Blacktown, la cui economia si basava su un gruppo di pescherecci locali. I lavori del Forte portarono al ricollocamento degli abitanti e alla creazione del villaggio di Ardersier.

## Storia

### Medievale
Parti del territorio di Ardersier erano originariamente di proprietà dell'Ordine dei Templari. Queste terre venivano progressivamente denominate Temple Land (Terra del Tempio), Temple Cruik, Temple Bank (Banco del Tempio), Bogschand. Le terre del Tempio di Ardersier erano mantenute dai clan di Davidson e Mackays, e furono poi acquisite dal Clan dei Campbell di Cawdor nel 1626. Uno statuto stipulato a Nairn fa riferimento al locus trialis di Ardersier e secondo lo storico George Bain questo potrebbe essere stato un antico tribunale di giudizio mediante duello ordalico.

### Faide tra clan
Le terre ecclesiastiche di Ardersier possedute dal Vescovo di Ross e Delnies furono trasferite al Clan dei Leslies di Ardersier, che poi le vendettero ai Cawdor nel 1574, "in considerazione del grande e intollerabile danno, ingiuria e angheria fatti loro da Lachlan Mackintosh ed altri del Clan di Chattan, che hanno saccheggiato, distrutto e procurato disagi sulle dette alteterre di Ardersier e pescherie annesse" e senza speranza di risoluzione o riparazione per "gli usuali enormi spropositi del detto Clan di Chattan." Inoltre, il Clan dei Mackintosh era accusato di "impoverire i residenti, avendo loro vietato la pesca nell'area di Ardersier e danneggiato le loro barche e reti." Al Signore di Cawdor non veniva permesso di avere un pacifico possesso del luogo, e presentò quindi un ricorso contro Mackintosh Lachlan ed i suoi clan per il massacro di molti dei propri servi e inquilini. Nel 1581, Lachlan rinunciò però a qualsiasi pretesa verso le terre di Ardersier e di Delnies, e le azioni giudiziarie vennero ritirate.

### Rivolta giacobita
Dopo l'Insurrezione giacobita del 1745, si temettero ulteriori insurrezioni supportate dai francesi, specialmente la possibilità di un assalto navale con lo sbarco di un gran numero di ribelli. Fort George fornì quindi la possibilità di alloggiare una grande quantità di soldati e la sua posizione sulla costa garantì la protezione del fiordo nel suo punto più stretto, permettendo anche il trasporto di viveri dal mare in caso di assedio.
La necessità di costruire il forte a Chanonry Point dove il fiordo si riduceva considerevolmente, fece sì che la popolazione di Blacktown, succitato borgo di pescatori, si dovette reinsediare a circa ddu chilometri di distanza, sulle rive del Moray Firth. Qui furono fondate due comunità diverse, separate da proprietà terriera e da religione – una parte apparteneva al Conte di Moray e, appena dall'altra parte della strada, il villaggio apparteneva al Conte di Cawdor (di fama macbethiana), del Clan Campbell. Collettivamente questi due insediamenti furono in seguito indicati come Ardersier, che però non fu riconosciuto ufficialmente come tale fino alla fine del 1970

### Castle Stuart

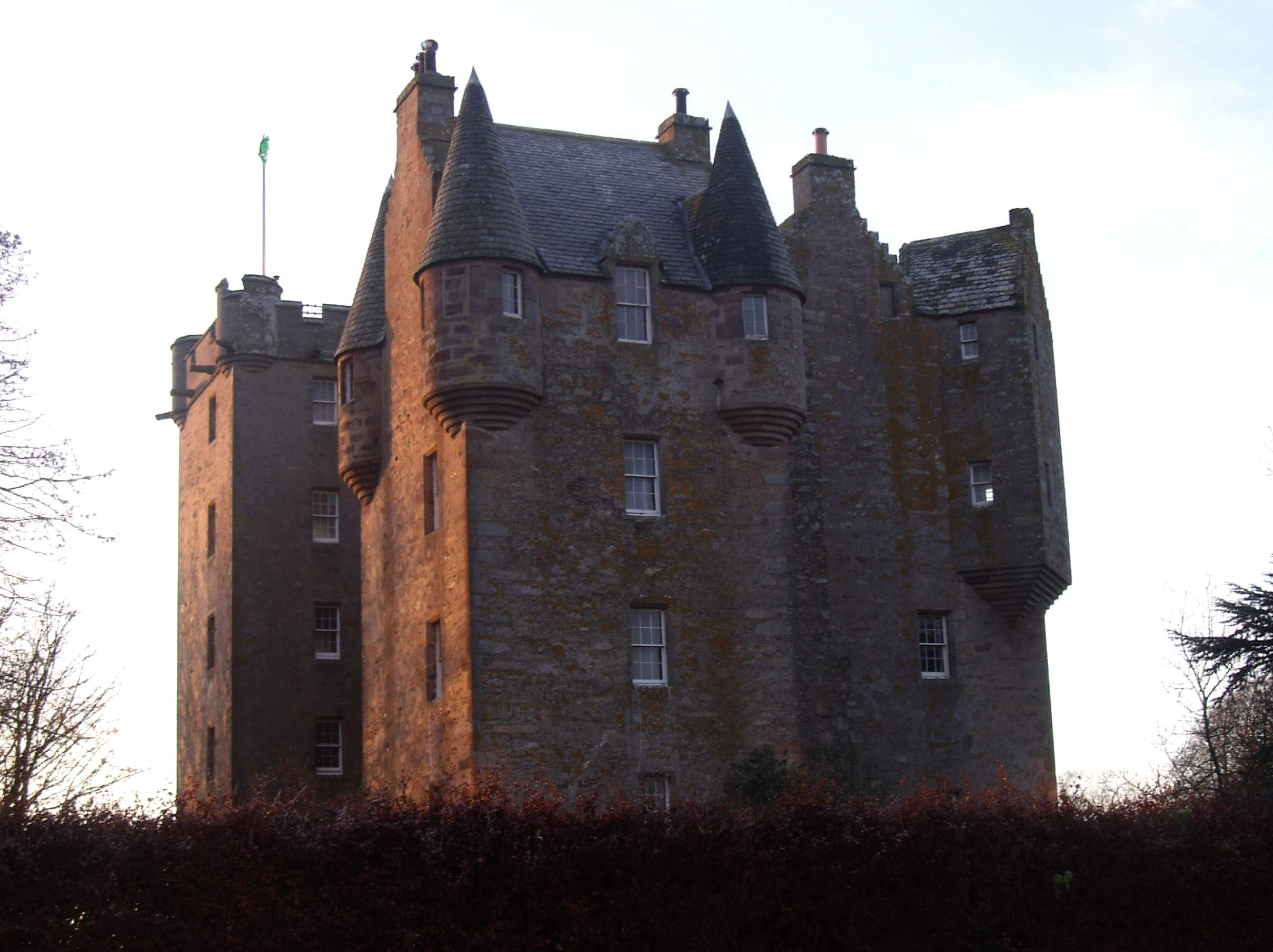
Il Castello Stuart, del XVII secolo, alla periferia di Ardersier

Castle Stuart è una casatorre fortificata sulla costa del fiordo Moray Firth, alla periferia di Ardersier e circa 10 km nordest di Inverness.
La terra del castello fu concessa a James Stewart, I Conte di Moray dalla sua sorellastra, Maria Stuarda, a seguito del suo ritorno in Scozia nel 1561. I successivi assassinii di Stewart e di suo genero fecero terminare i lavori al nipote, James Stuart III conte di Moray nel 1625. Sebbene il castello inizialmente fiorisse e fosse usato attivamente, cadde però in disuso con il crollo della Casa Reale Stuart durante la Guerra civile inglese e l'esecuzione di Carlo I d'Inghilterra. Il castello rimase in rovina per 300 anni, per poi essere restaurato nel XX secolo ed è attualmente un albergo di lusso, con adiacente campo da golf.

## Presente
Oggi il paese rimane un interessante luogo turistico grazie agli splendidi panorami del fiordo, con una spiggia sassosa e la vicinanza del forte storico (XVIII secolo), Fort George, tuttora base militare attiva dell'esercito britannico. L'ufficio postale del villaggio chiuse pochi anni fa e vi è un'antica chiesa non più in uso – quella nuova si chiama Ardersier Parish Church (Chiesa Parrocchiale di Ardersier), dove si è sposata l'attrice Helen Mirren. C'è inoltre un piccolo negozio di alimentari, una farmacia (che funziona anche come servizio postale), una biblioteca, 2 pub, un hotel e diverse pensioni ("B&B"). L'assistenza sanitaria viene fornita da uno studio medico locale, con più dottori in servizio; Ardersier è inoltre a 16 km dal grande Raigmore Hospital di Inverness.
I residenti di Ardersier sono sempre attivi nel voler render il villaggio un centro fiorente e dinamico, e hanno costituito la loro propria azienda comunitaria –  ARDCO. – nel dicembre 2009, per gestire gli edifici storici e comunitari locali, e creare un centro ricreativo permanente. Esistono in zona alcune fattorie di allevamento bovino e suino, che provvedono inoltre alla vendita di cibi provenienti da agricoltura biologica.

## Galleria d'immagini
Vedute del Moray Firth in zona Ardersier e dintorni:

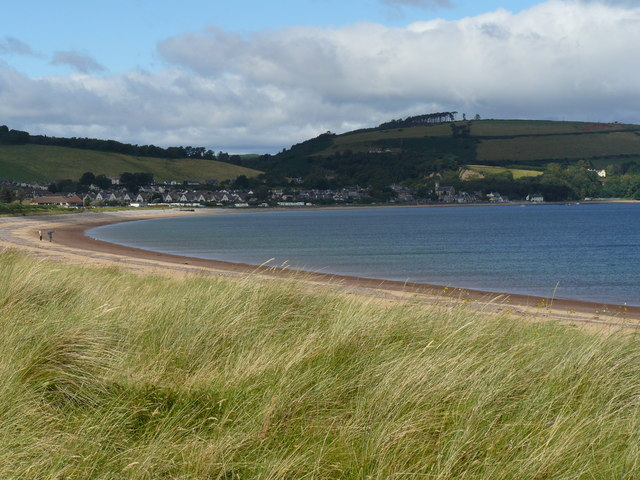
Rosemarkie Bay
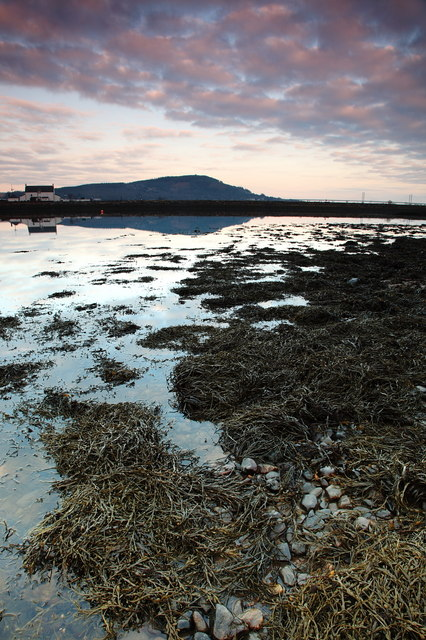
Chiuse di Clachnaharry
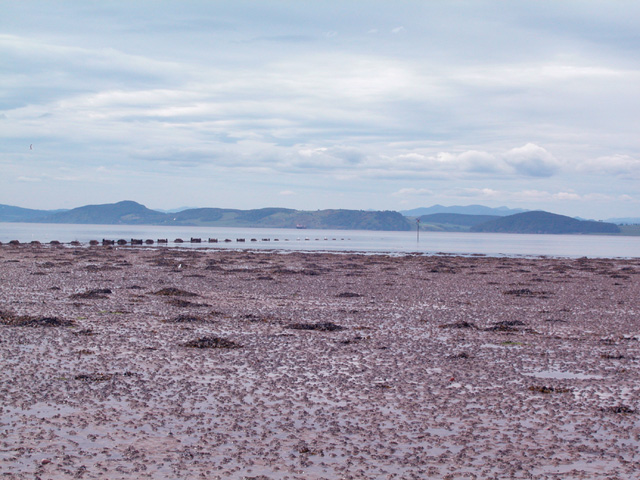
Veduta del fiordo
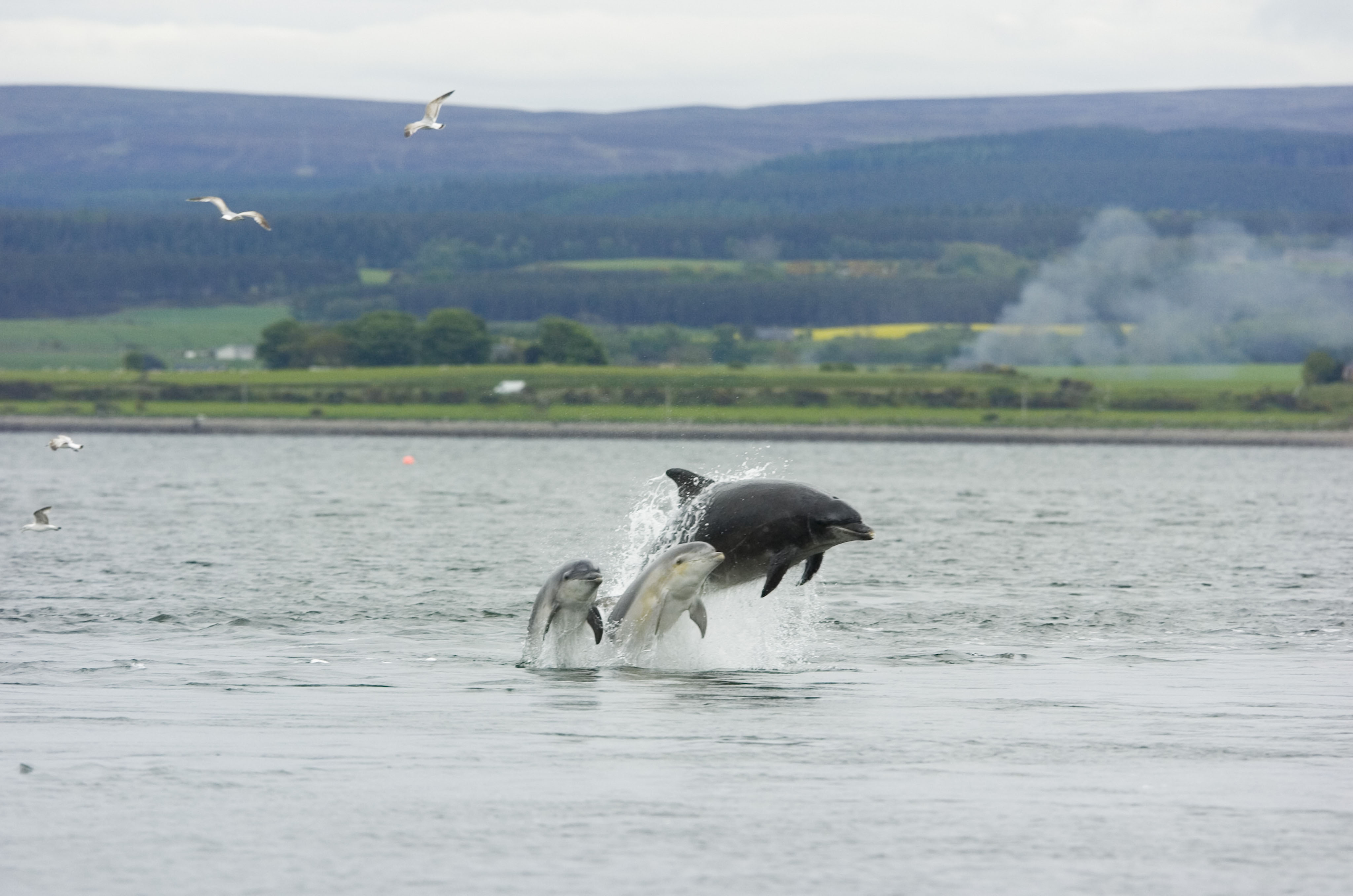
delfino femmina con piccoli nel fiordo
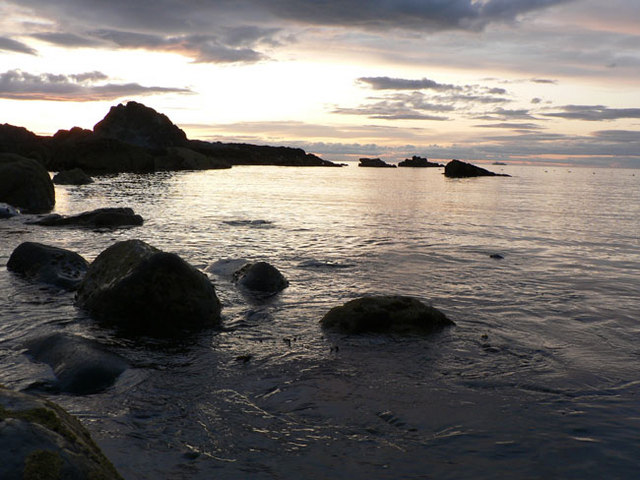
Veduta serale
Findhorn Beach
Foche del Moray Firth
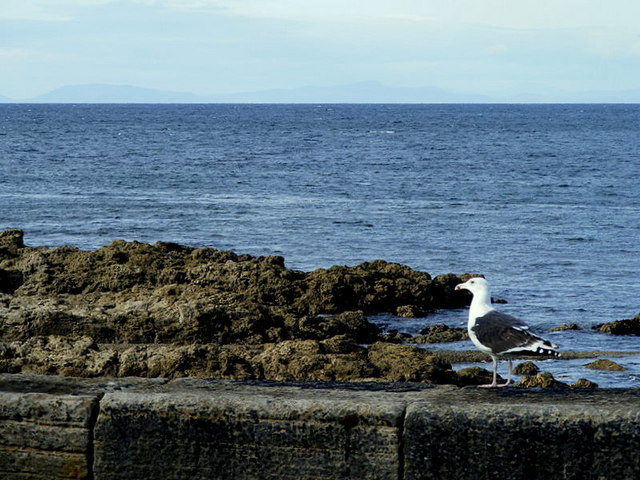
Veduta del fiordo
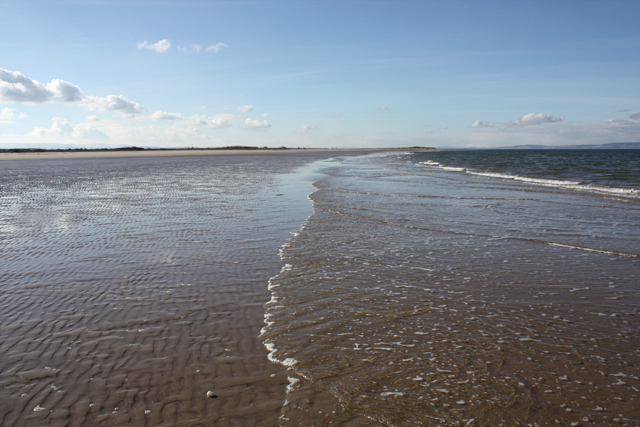
Le sabbie del Moray
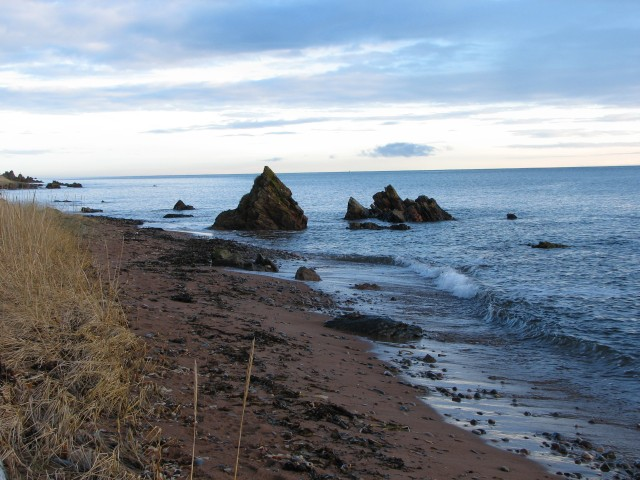
Hillockhead
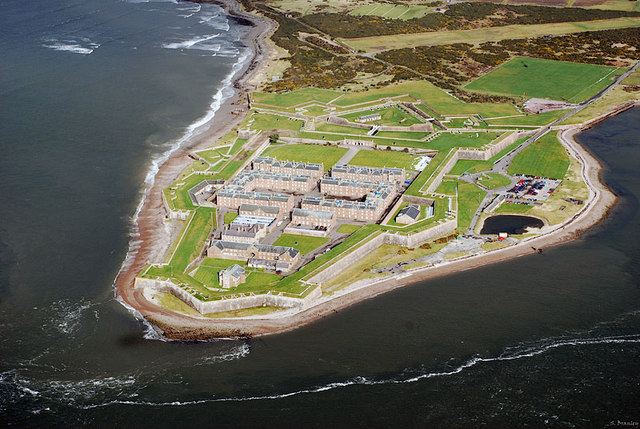
Fort George
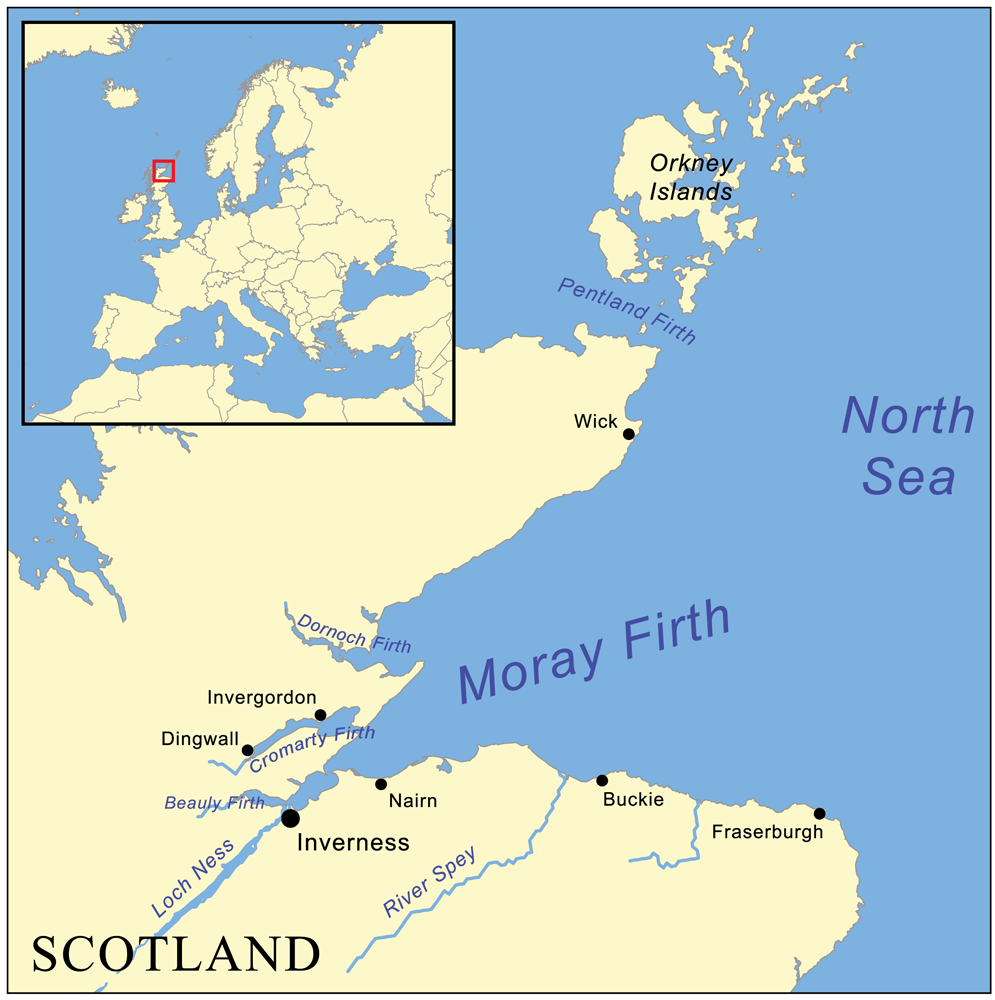
Mappa